# Метеоролог
Метеоро́лог (англ. meteorologist) — науковий фахівець в області метеорології, вивчення атмосфери, погоди і клімату. Метеорологів, що складають прогнози погоди, називають синоптиками.

## Відомі метеорологи
- Карл Вейпрехт — австрійський морський офіцер і геофізик, дослідник Арктики.
- Фелісіті Естон — британська полярна мандрівниця та письменниця.
- Домінік Зброжек  — видатний львівський астроном, геодезист, метеоролог, педагог.
- Адольф Кетле — французький та бельгійський математик, астроном, метеоролог, соціолог.
- Христофор Бейс-Баллот — нідерландський метеоролог і фізик.
- Роберт Фіцрой — офіцер військово-морського флоту Великої Британії, метеоролог, командир експедиції корабля «Бігль», в якій брав участь Чарлз Дарвін.